# Wikipédia en piémontais
Wikipédia en piémontais (en piémontais : Wikipedia an piemontèis) est l’édition de Wikipédia en piémontais, langue italo-romane parlée principalement dans le Piémont en Italie. L'édition est lancée en mars 2006,,. Son code est : pms.
Au 20 mars 2025, l'édition en piémontais contient 70 034 articles et compte 29 266 contributeurs, dont 37 contributeurs actifs et 4 administrateurs.
C’est la wikipédia en langue régionale italienne comptant le plus grand nombre d’articles.

## Présentation

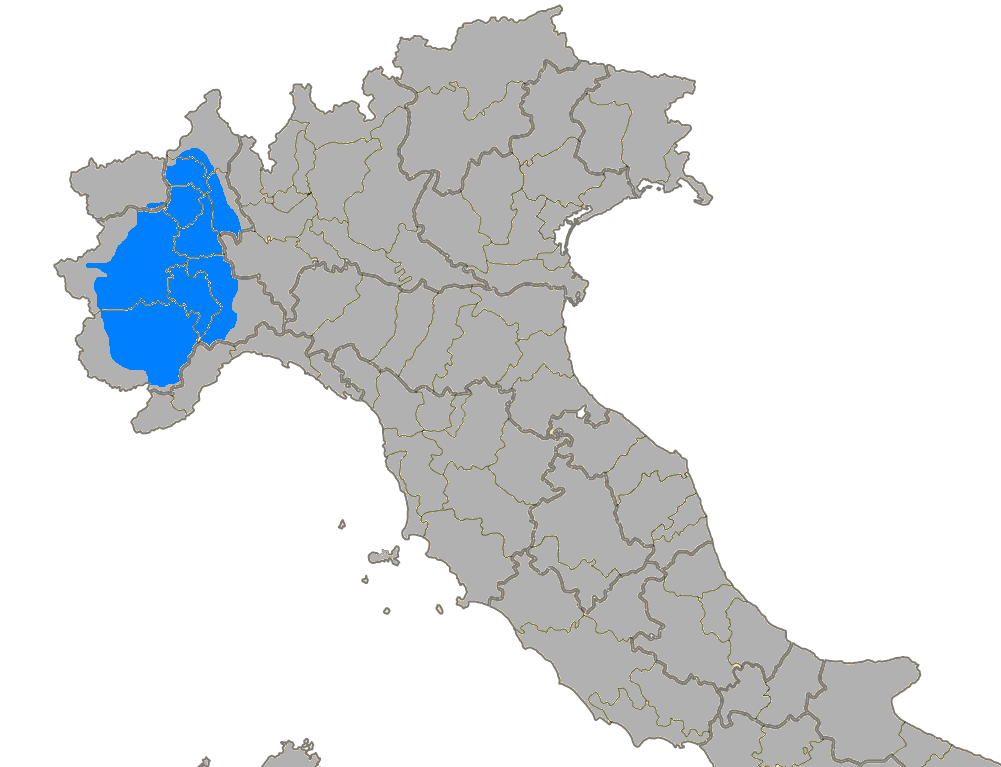
Aire de diffusion du piémontais.
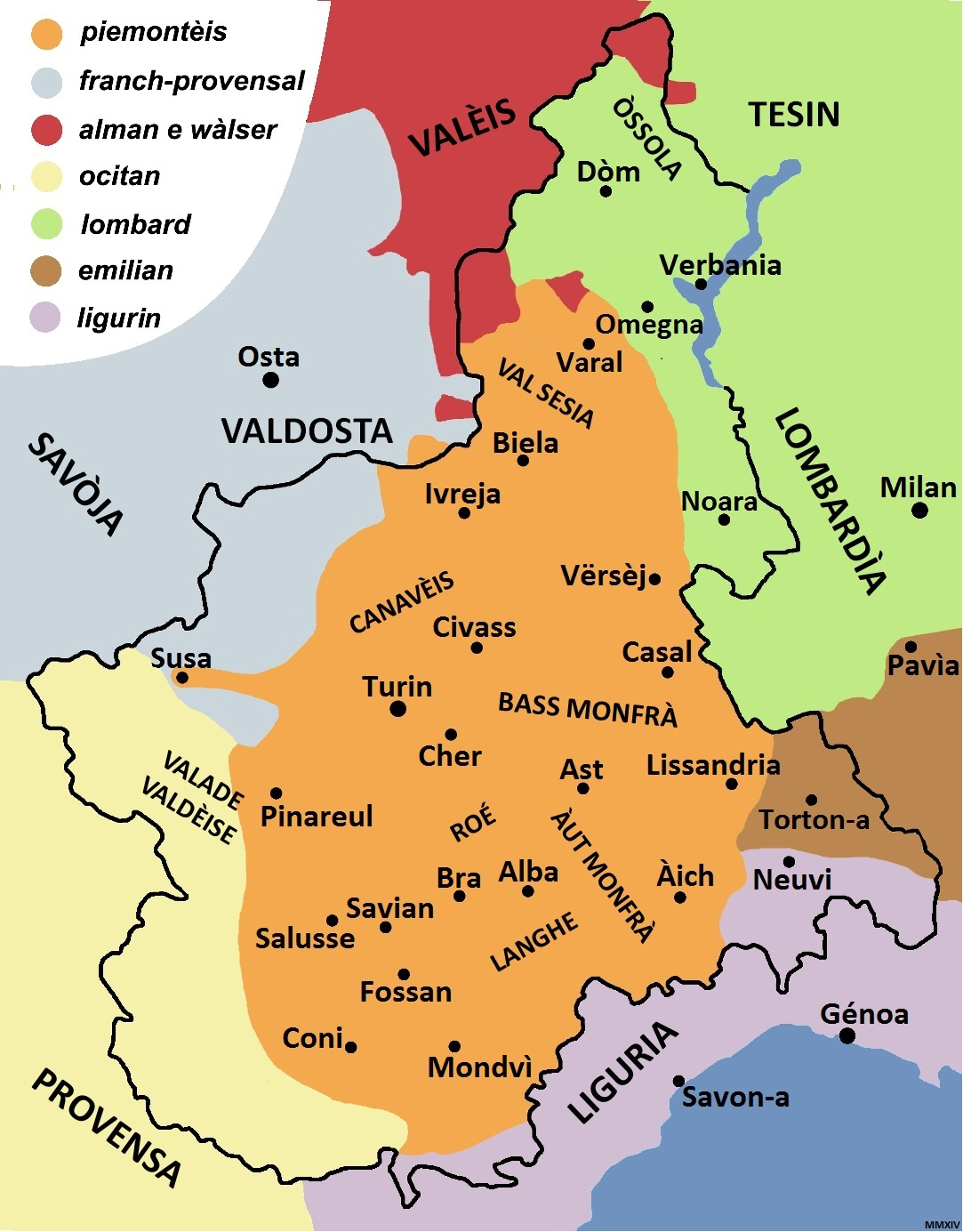
Aire de diffusion détaillée.

## Statistiques
- En mars 2009, l'édition en piémontais compte quelque 20 230 articles et 1 700 utilisateurs enregistrés ainsi que neuf administrateurs.
- Le 27 octobre 2022, elle contient 66 414 articles et compte 25 573 contributeurs, dont 36 contributeurs actifs et 4 administrateurs.
- Le 20 août 2024, elle contient 68 896 articles et compte 28 410 contributeurs, dont 48 contributeurs actifs et 4 administrateurs.